# 韩原铁路
韩原铁路，即韩原线，又称北同蒲四线、北同蒲三、四线，是一条位于山西省北部，南起北同蒲原平站，北至大秦铁路线源头起始车站韩家岭站的铁路，正线全长153公里。该线为国家I级双线电气化铁路，正线全长153公里，设计时速160公里，全部采用重型轨道。全线2014年2月25日开通货运  ，同年3月29日开通客运。2019年5月1日开行动车组列车。2025年1月5日后，由于集大原高铁开通，动车组列车全部经由集大原高铁运行，本线仅开行普速列车。
出于实际需求及经济效益等方面的考虑，2009年，国家发改委批复大同至西安铁路项目方案时（《国家发展改革委关于新建大同至西安铁路可行性研究报告的批复》，发改基础[2009]3010号），确定大同至原平段利用在建的北同蒲铁路第三、四线改造建设。韩原线于2019年增设大路辛庄线路所，并由该线路所新建韩原铁路至大张客运专线太善村线路所的联络线。